# Zauf János

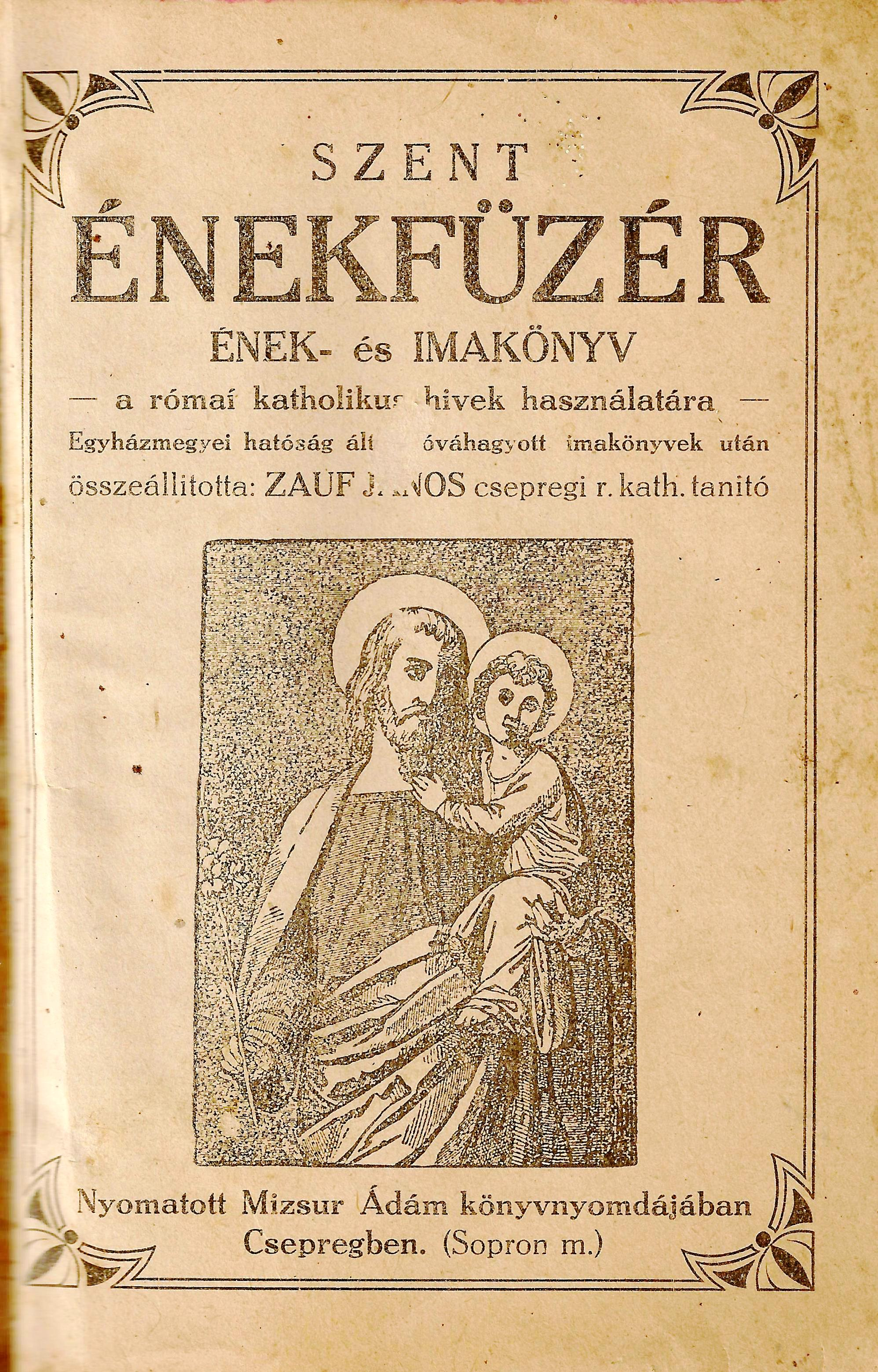
Az általa összeállított ének- és imakönyv címlapja

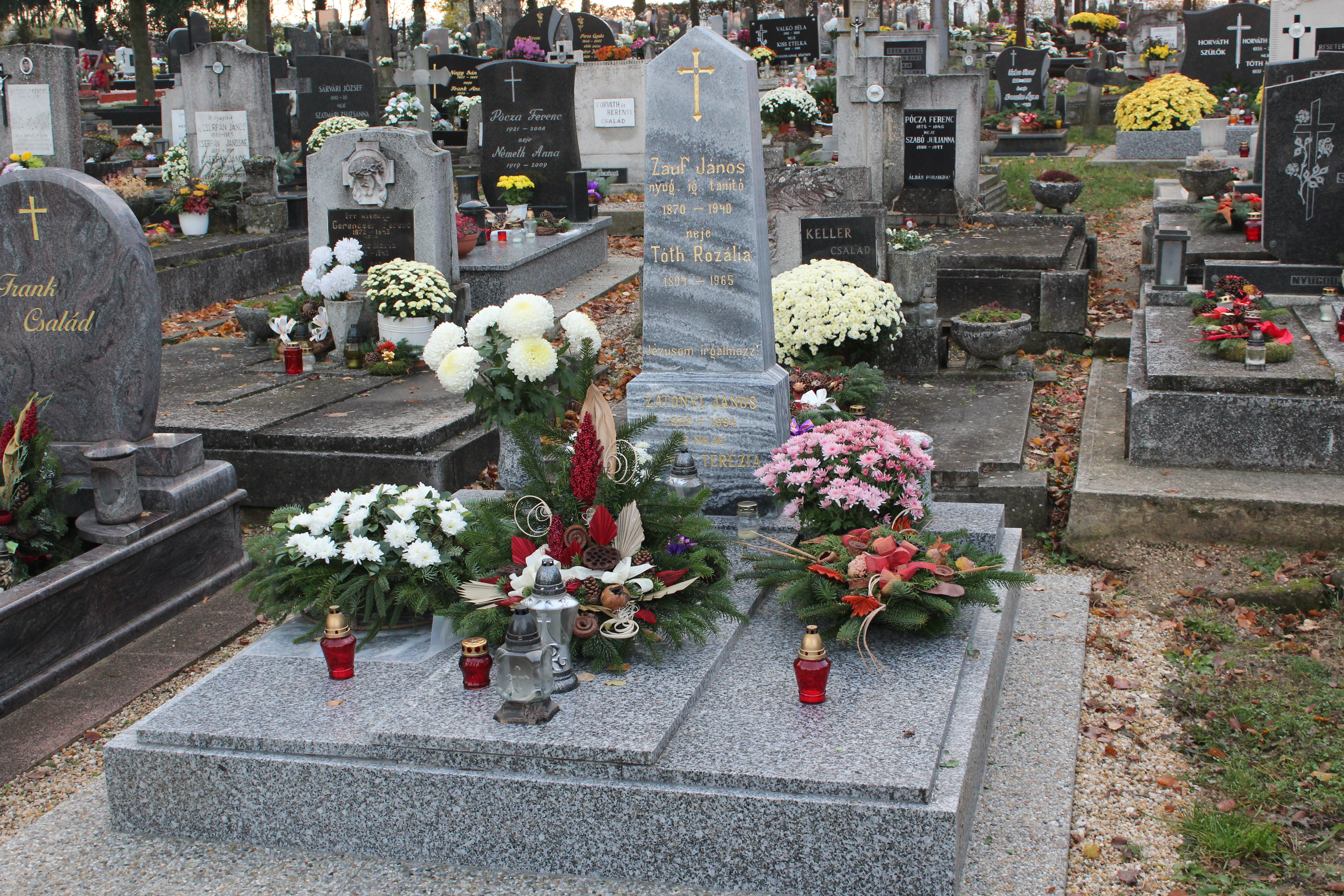
Sírja a csepregi temetőben

Zauf János (Csepreg, 1870. szeptember 15. – Csepreg, 1940. szeptember 16.) elemi iskolai tanító, igazgató.

## Élete
Középiskoláit Kőszegen végezte, a tanítói oklevelét 1891-ben Sopronban szerezte meg. Ezután előbb Csepregen, az adóhivatalban dolgozott, majd a katolikus elemi fiúiskola tanítója lett. 1927-től ugyanitt igazgató tanítóvá nevezték ki. Jelentős közéleti tevékenységet folytatott: a csepregi községi képviselőtestület tagja, a Sopron megyei törvényhozás tagja, a csepregi önkéntes tűzoltó testület jegyzője, a csepregi járási ipartestület jegyzője, a csepregi iparoskör titkára, a hadiözvegyek és árvák segélyező bizottságának elnöke, a csepregi gazdakör titkára, a csepregi katolikus esperesi kerület néptanítói egylet könyvtárosa, a katolikus ifjúsági legényegylet titkára volt.
A Katolikus Ifjúsági Legényegylet már 1903-ban megalakult Csepregen, ennek első titkára Zauf János volt. 1904-ben népkönyvtárat, 1906-ban székházat hoztak létre a településen. A legényegylet tagjai gyakran (többnyire évente) mutattak be itt színdarabokat Zauf János vezetésével.
1940. szeptember 16-án este fél hétkor hunyt el, örök nyugalomra helyezték 1940. szeptember 18-án a délután a csepregi római katolikus temetőben. 

## Családja
Szülei id. Zauf János nyerges és Horváth Erzsébet voltak. 1921-ben kötött házasságot, felesége Tóth Rozália (1894 – 1965) volt. Három fiúgyermekük született, akik 1939-ben egyidejűleg magyarosították nevüket: Zátonyi János (1922 – 1994), Zátonyi László (1923 – 2005), Zátonyi Sándor (1928 –).

## Művei
- Szent énekfüzér : ének- és imakönyv a rómaí katholikus hivek használatára, Csepreg, Mizsur Ádám könyvnyomdája, évszám nélkül (1930. körül)